# Мавзолей Шакаландар Бобо
Мавзолей Шакаландар Бобо расположен к юго-западу от медресе Биканжан Бика и был построен в центре кладбища, носящего такое же название. Согласно легендам, Шакаландар Бобо или Шейх Каландар Бобо был суфий-шейхом и прибыл в Хиву вместе со своими двумя братьями, дервишами. Мавзолей имеет однокупольный портал и усыпальницу, отреставрирован в 1997 году.